# تاباريه فيوديز
 تاباريه فيوديز  (بالإسبانية: Tabaré Viudez)، من مواليد 8 سبتمبر 1989 في مونتيفيديو عاصمة الأوروغواي، لاعب كرة قدم أوروغوياتني. لاعب وسط مهاجم يلعب لـ إيه سي ميلان.
بدأ مسيرته الكروية مع نادي ديفنسور سبورتينغ الأوروغوياني، وقضى موسما واحدا قبل أن ينتقل للميلان في صيف عام 2008، لعب أول مباراة مع ميلان أمام مانشستر سيتي ضمن إطار استعدادات نادي إيه سي ميلان للموسم الجديد، وقد أعجب المدرب كارلو أنشيلوتي بأدائه على الرغم من خسارة الفريق 1-0 وتوقع له مستقبلا باهرا مع الفريق.

## روابط خارجية
- تاباريه فيوديز على موقع الاتحاد الدولي (مؤرشف)  (الإنجليزية)
- تاباريه فيوديز على موقع اتحاد تركيا (لاعب) (الإنجليزية)
- تاباريه فيوديز على موقع إي إس بي إن إف سي (الإنجليزية)
- تاباريه فيوديز على موقع قاعدة بيانات كرة القدم.إي يو (الإنجليزية)
- تاباريه فيوديز على موقع Soccerway.com (الإنجليزية)
- تاباريه فيوديز على موقع عالم كرة القدم.نت (الإنجليزية)
- تاباريه فيوديز على موقع كووورة
- تاباريه فيوديز على موقع أوليمبيديا (الإنجليزية)
- تاباريه فيوديز على موقع AS.com (الإسبانية)